# 皇帝鎮
皇帝鎮是加拿大安大略省約克區的一個鄉鎮，位於多倫多以北，屬於大多倫多地區。2021年人口27,333人。
皇帝鎮轄地主要是鄉郊地區，但其大多數居民居住在皇帝市、諾布頓及斯漢堡等地區。

## 地理
該鎮的邊界為：
- 東至巴佛士街（Bathurst Street）
- 南至皇帝鎮-旺市道（King-Vaughan Road）以北的一條線
- 西至卡利登/皇帝鎮鎮線（Caledon/King Townline）
- 北至9號公路，從卡利登/皇帝鎮鎮線至27號公路略東，然後沿著荷蘭河（英语：Holland River）支流向北延伸，直至與巴佛士街相交

## 運輸
皇帝鎮位於多倫多與巴里之間，從巴佛士街一直延伸到50號公路以東。駕車可經由400號、27號、9號及11號公路到達皇帝鎮。

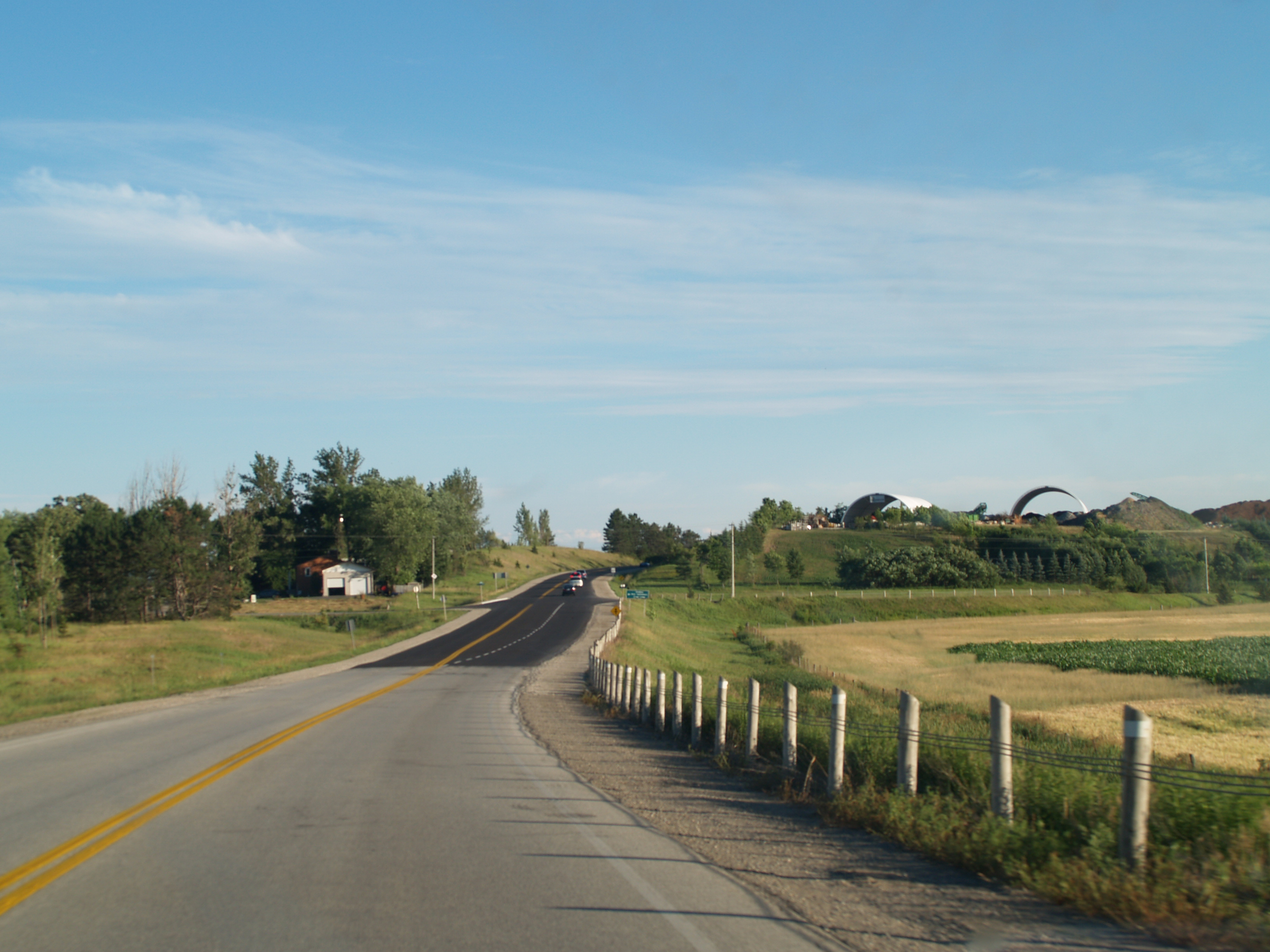
27號公路繞過斯漢堡（Schomberg）以北

公共運輸由約克區公車局（巴士服務）及GO運輸（巴士及火車服務）提供，但由於人口密度低，後者在鎮區提供的服務有限。皇帝市GO車站是該鎮唯一的火車站。約克區公車局的服務僅限於東南部地區，GO巴士為諾布頓及皇帝市提供服務。
大多數航空旅行由多倫多皮爾遜國際機場提供，這是加拿大最大的機場，位於密西沙加以南。該鎮曾經唯一的機場皇帝市機場是一個通用航空機場，於20世紀90年代停用。

## 教育

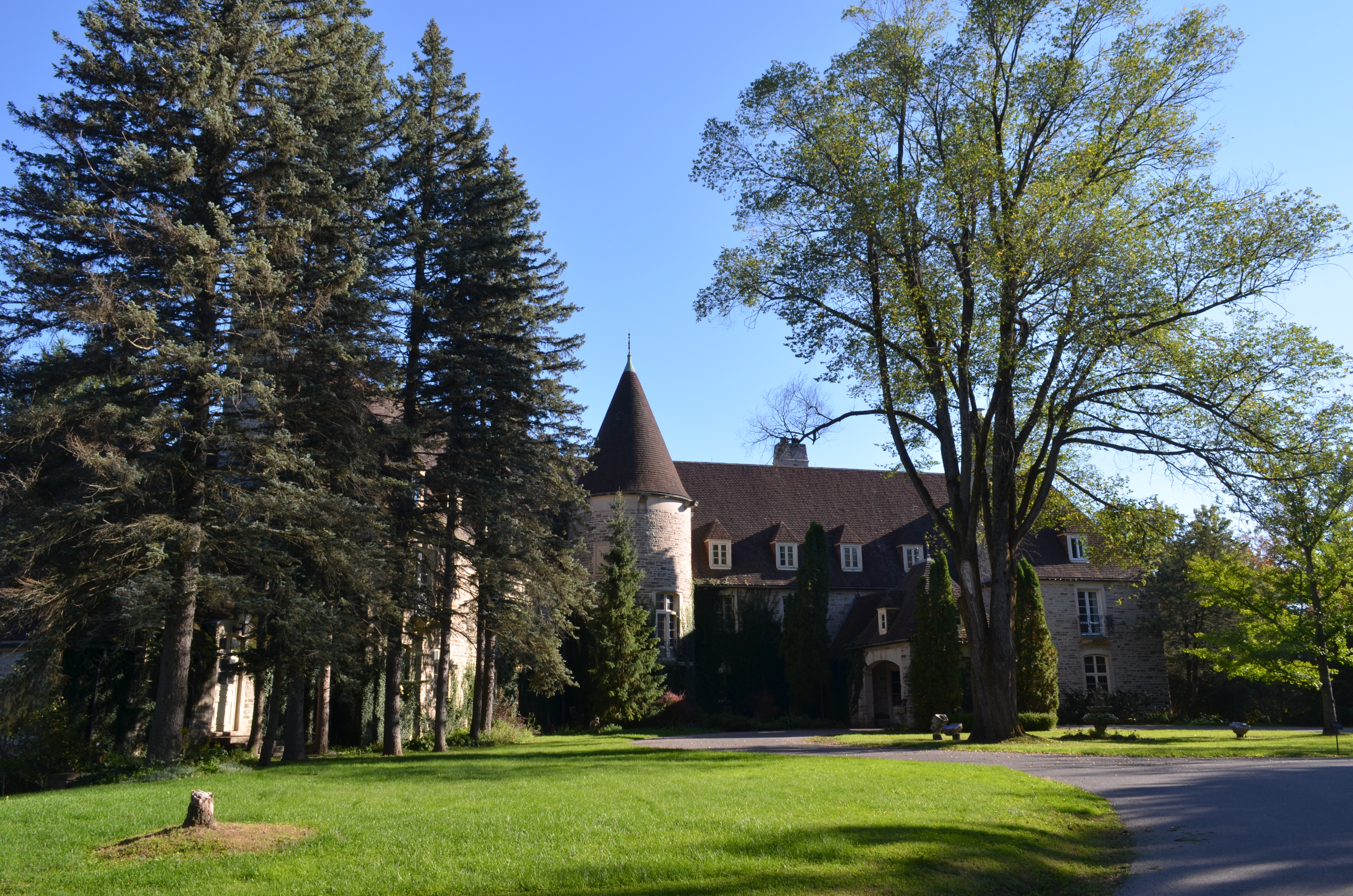
辛力加學院皇帝鎮校區

幼稚園至12年級的公立學校由約克區教育局及約克天主教教育局管理。皇帝市中學是皇帝鎮唯一的公立中學，為皇帝鎮及鄰近城鎮的學生提供服務。該鎮還設有私立天主教中學聖多默烏伊拉諾華書院（St. Thomas of Villanova College）及私立的幼稚園至12年級學校郊野日校。
辛力加學院在皇帝鎮東南部設有校區，提供各種課程。

## 腳註
1. 1 2 3  . Census Profile, Canada 2021 Census. Statistics Canada. 9 February 2022  [12 February 2022]. （原始内容存档于2022-12-30）.
2. ↑  明報加東版. . www.mingpaocanada.com.   [2023-07-19]. （原始内容存档于2022-08-10）.
3. ↑  明報新聞網海外版 - 加東版(多倫多) - Canada Toronto Chinese Newspaper - 加國新聞. . www.mingpaocanada.com.   [2023-07-19].
4. ↑  Township of King: Map.

## 外部連結
- 维基导游上有關King (Ontario)的旅行指南
- 官方网站